# Buďánka (usedlost)
Buďánka (Budianka, Budňanka) je zaniklá viniční usedlost v Praze 5-Smíchově, která stála východně od přírodní památky Skalka v místech ulice Pod Buďánkou. Po usedlosti se jmenuje místní lokalita Buďánka.

## Historie
Mezi usedlostmi Skalka, Zámečnice a Klikovka stál u vinice drobný viniční dům na obdélném půdorysu. Tato stavba zanikla a na počátku 20. století byl na jejím místě v ulici Pod Buďánkou postaven nový dům s číslem 15.
Kolonie stejného jména o patnácti domcích vznikla v okolí v polovině 19. století.